# 多治見市立池田小学校諏訪分校
多治見市立池田小学校諏訪分校（たじみしりつ いけだしょうがっこう　すわぶんこう）は、かつて岐阜県多治見市に存在した公立小学校の分校。

## 概要
- 池田小学校の分校であり、現在の多治見市諏訪町などが校区であった。

## 沿革
- 1881年（明治14年）8月 - 可児郡諏訪村に苟新学校諏訪分教場が開校。
- 1886年（明治19年） - 池田町屋尋常小学校諏訪分教場に改称する。
- 1889年（明治22年）7月1日 - 池田町屋村、諏訪村、廿原村が合併し、池田村が発足。
- 1893年（明治26年） - 池田町屋尋常小学校諏訪分教場が廃校。
- 1894年（明治27年）6月 - 諏訪尋常小学校として開校。
- 1908年（明治41年）4月 - 池田町屋尋常高等小学校に統合され廃校。池田町屋尋常高等小学校諏訪分教場となる。尋常科1～3年が通学。
- 1916年（大正5年）4月 - 池田尋常高等小学校諏訪分教場に改称する。
- 1941年（昭和16年）4月 - 池田国民学校諏訪分教場に改称する。
- 1944年（昭和19年）2月11日 - 池田村が多治見市に編入される。
- 1947年（昭和22年）4月 - 多治見市立池田小学校諏訪分校に改称する。
- 1961年（昭和36年）1月 - 廃校。